# Mas Batlle
El Mas Batlle és una masia de la Selva de Mar (Alt Empordà) inclosa a l'Inventari del Patrimoni Arquitectònic de Catalunya. Situat al sud del nucli urbà de la població de la Selva de Mar, al paratge del mas d'en Batlle, a l'indret del Solà. S'hi accedeix pel camí que puja al mas de l'Estela, agafant un trencall a mà dreta que hi condueix.

## Descripció
Masia de planta rectangular, amb teulada de dues vessants de teula, distribuïda en dues plantes i amb la façana principal orientada a migdia. A ponent, la casa s'allargà amb un cos rectangular, el qual presenta una àmplia terrassa al nivell del pis. Sota, a la planta baixa, destaca un pòrtic cobert amb voltes de canó i llunetes, bastit amb rebles lligats amb abundant morter de calç, al que s'accedeix a través d'una porta d'arc rebaixat. Al costat, tres arcades de mig punt, actualment transformades en finestres, mitjançant un banc corregut de pedra adossat als murs interns del porticat. Aquestes tres obertures estan bastides amb un doble arc bastit amb lloses de pissarra disposades a sardinell, probablement fruit de l'última rehabilitació. A l'interior del porxo destaca la portalada d'accés a l'interior. És d'arc de mig punt, amb les lloses disposades a sardinell i els muntants bastits amb grans carreus ben escairats. Al costat hi ha una finestra circular amb lloses de pedra disposades a sardinell. A l'extrem nord-oest de la façana destaca un gran portal d'arc rebaixat fet de maons, amb els brancals bastits amb carreus de pedra ben regulars, tot i que restituïts.
La resta d'obertures presents a la construcció també han estat restituïdes. A la façana sud destaca un portal de les mateixes característiques que l'anterior i una obertura rectangular al nivell del pis. De la façana est destaca, al nivell superior, una galeria d'obertures quadrades, totes elles restituïdes. La façana nord presenta les obertures al nivell del primer pis, donat que la planta baixa no existeix en aquesta part de la construcció, pel desnivell del terreny. De l'interior de l'edifici destaca el conjunt de voltes de pedra i morter, amb empremtes de l'entramat de canyís i llates de fusta, a la planta baixa. Al pis, amb sostres de bigues, a la sala gran hi ha una fornícula buida, ornada amb motllures de guix que formen una petxina i, al cim, un frontó peraltat. En origen, els baixos eren destinats a estables i magatzems i el pis a habitatge.
A escassa distància del mas, edificat en un dels desnivells del terreny, hi ha un petit edifici de planta quadrada, identificat com la pallissa, amb la coberta a un sol vessant de teula.
A uns 50 metres al nord-oest del mas, vora el marge esquerre del rec del Solà, hi ha la font. Està situada en un dels angles de l'hort, al peu d'unes altes parets seques de contenció del marge, on hi ha la cisterna o dipòsit cobert amb falsa cúpula, i obert per mitjà d'una portella rectangular. L'aigua omple una bassa excavada artificialment a la roca natural. Prop de la font hi ha un safareig rectangular vers migdia i un altre de més grans vers llevant; ambdós bastits amb pedres i lloses escairades.

## Història
El territori de Sant Romà -popularment "Sant Arromà"- és esmentat l'any 974 en la donació del comte Gaufred d'Empúries-Rosselló a l'abadia de Sant Pere de Rodes; el comte es reservava expressament la "silva sive forestes de sancto Romano" la qual no fou cedida a l'abadia fins a l'any 1063. Aquest any els comtes Ponç i Adalaisa la donaren al monestir amb motiu de l'ingrés de llur fill Pere a la comunitat monàstica. (Marca Hispanica, c.904; Villanueva XV, 241-242).
Antoni Cortada dedica alguns capítols a glossar amb una notable dosi de fantasia, l'aventura de caràcter romàntic i truculent que té per escenari la Selva de Mar i diu que s'esdevingué en temps de la primera guerra carlina (entre 1833 i 1835) de la qual un dels principals protagonistes és Joan Batlle i Buscató (propietari i habitant del Mas Batlle) i l'altre Pere Cervera a."el Corderet". Els selvatans opinen que, almenys alguns dels detalls de la contalla, són basats en fets reals.
A finals del segle XX el mas Batlle no és habitat, però els masovers, ara residents al Port de la Selva, conreen encara algunes terres (la vinya pròxima a la casa, l'hort de la font) i utilitzen el mas per a serveis agrícoles i magatzem.
El mas Batlle es coneix també per "Mas d'En Rahola", cognom dels actuals propietaris.